# Oryzopsis racemosa
Oryzopsis racemosa là một loài thực vật có hoa trong họ Hòa thảo. Loài này được (Sm.) Ricker ex Hitchc. mô tả khoa học đầu tiên năm 1906.